# 민락본동로
민락본동로(Millakbondong-ro)는 부산광역시 수영구 민락동 민락공원앞 교차로와 민락동 교차로를 잇는 부산광역시의 도로이다. 전 구간 부산광역시도 제2401호선에 속하며 도로명은 민락동 본동네를 지나는 도로라는 의미를 가지고 있다.

## 주요 경유지
부산광역시
- 수영구 민락동

## 노선
| 이름              | 접속 노선                            | 소재지     | 소재지 | 비고 |
| ----------------- | ------------------------------------ | ---------- | ------ | ---- |
| 민락공원앞 교차로 | 부산광역시도 제2401호선 (광안해변로) | 부산광역시 | 수영구 |      |
| 민락동 교차로     | 부산광역시도 제2003호선 (광남로)     | 부산광역시 | 수영구 |      |